# Lámina terminal
La porción media de la pared del cerebro anterior está formada por una lámina delgada, la lámina terminal, que se extiende desde el agujero interventricular (agujero de Monro) hasta la escotadura de la base del tallo óptico (nervio óptico) y contiene el órgano vascular de la lámina terminal, que regula la concentración osmótica de la sangre. La lámina terminal es inmediatamente anterior al tubérculo cinéreo; juntos forman el tallo hipofisario.
La lámina terminal puede abrirse mediante neurocirugía endoscópica en un intento de crear una vía por la que pueda fluir el líquido cefalorraquídeo cuando una persona tiene hidrocefalia y cuando no es posible realizar una tercera ventriculostomía endoscópica, pero la eficacia de esta técnica no es segura.
Se trata del extremo rostral (punta) del tubo neural (sistema nervioso central embriológico) en las primeras semanas de desarrollo. Si la lámina terminal no se cierra correctamente en esta fase del desarrollo, se producirá anencefalia.

## Imágenes adicionales

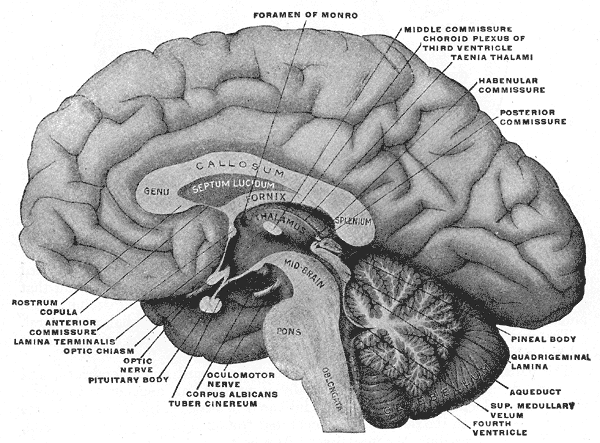
Aspecto mesal de un cerebro seccionado en el plano sagital medio.
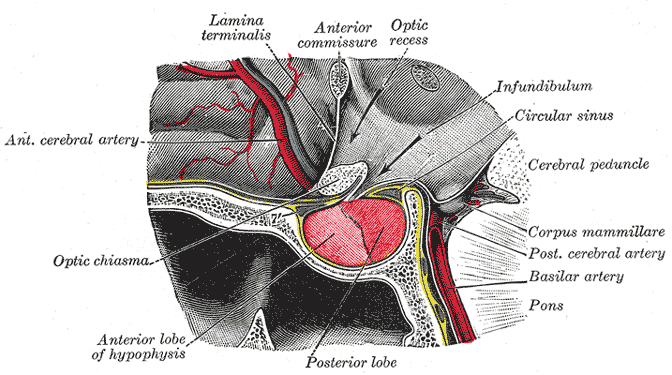
La hipófisis en posición. Se muestra en sección sagital.
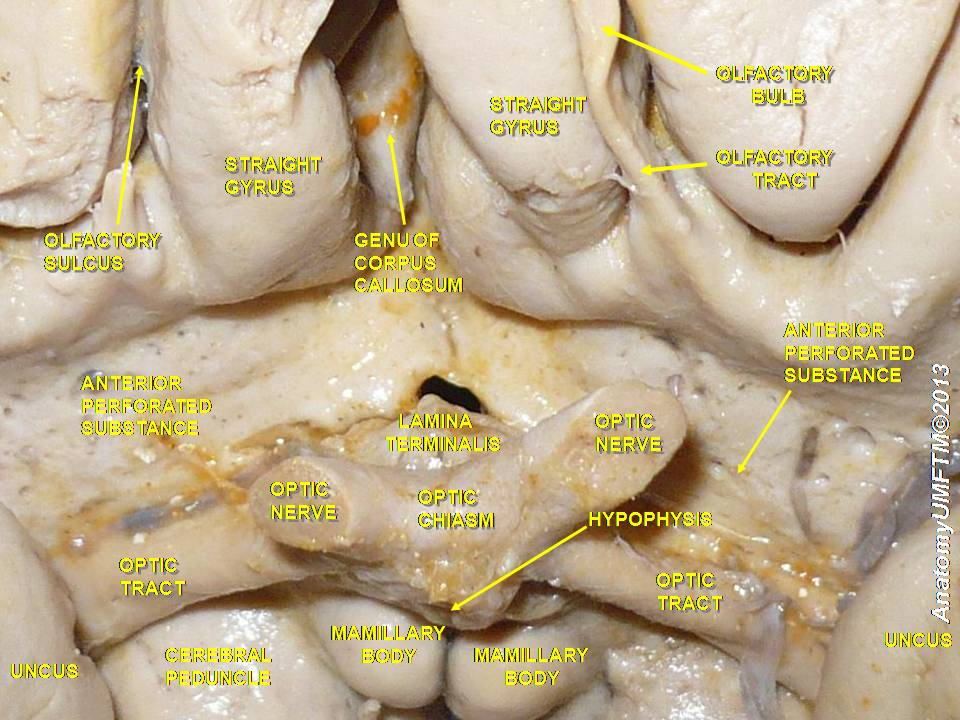
Cerebro. Vista inferior.Disección profunda